# Johan Kjeldahl
Johan Gustav Christoffer Thorsager Kjeldahl, född 16 augusti 1849 i Jægerspris, Danmark, död 18 juli 1900 i Tisvildeleje, var en dansk kemist.

## Biografi
Kjeldahl blev föreståndare för Carlsberg Laboratoriums kemiska avdelning 1875 där han stannade till sin bortgång. Kjeldahls arbeten över diastas och invertas var av grundläggande betydelse för enzymforskningen. 
Mest känd blev Kjeldahl för sin metod att bestämma kväve i organiska föreningar, som presenterades 1883. Kjeldahl-metoden gick ut på att en organisk förenings kväve, genom upphettning med koncentrerad svavelsyra vid närvaro av kvicksilver- eller kopparsalt som katalysator, överförs till ammoniumsulfat. Från ammoniumsulfatet frigörs sedan ammoniak genom destillation med natriumhydroxid varefter den frigjorda ammoniakmängden leds ned i en saltsyralösning med bestämd mängd HCl. Slutligen bestäms oförbrukad mängd saltsyra genom titrering med NaOH. Skillnaden mellan ursprunglig och kvarvarande mängd HCl motsvarar den frigjorda ammoniakmängden. 
1890 blev Kjeldahl medlem av Videnskabernes Selskab, 1892 av Videnskabsselskabet i Kristiania och 1894 hedersdoktor vid Köpenhamns universitet. 1892 erhöll han professors namn och 1898 utnämndes han till Riddare av Dannebrog.
Kjeldahl var morbror till biologen Johannes Schmidt, som också var verksam vid Carlsbergs Laboratorium. Kjeldahl är begraven på Solbjerg Parkkirkegård i Köpenhamn. 

## Utmärkelser
- Professors namn,  1892[3]
- Hedersdoktor vid Köpenhamns universitet,  1894[3]
- Riddare av Dannebrogorden,  1898[3]

[Redigera Wikidata]